# Mateusz Bepierszcz
Mateusz Bepierszcz (ur. 19 maja 1991) – polski hokeista, reprezentant Polski.

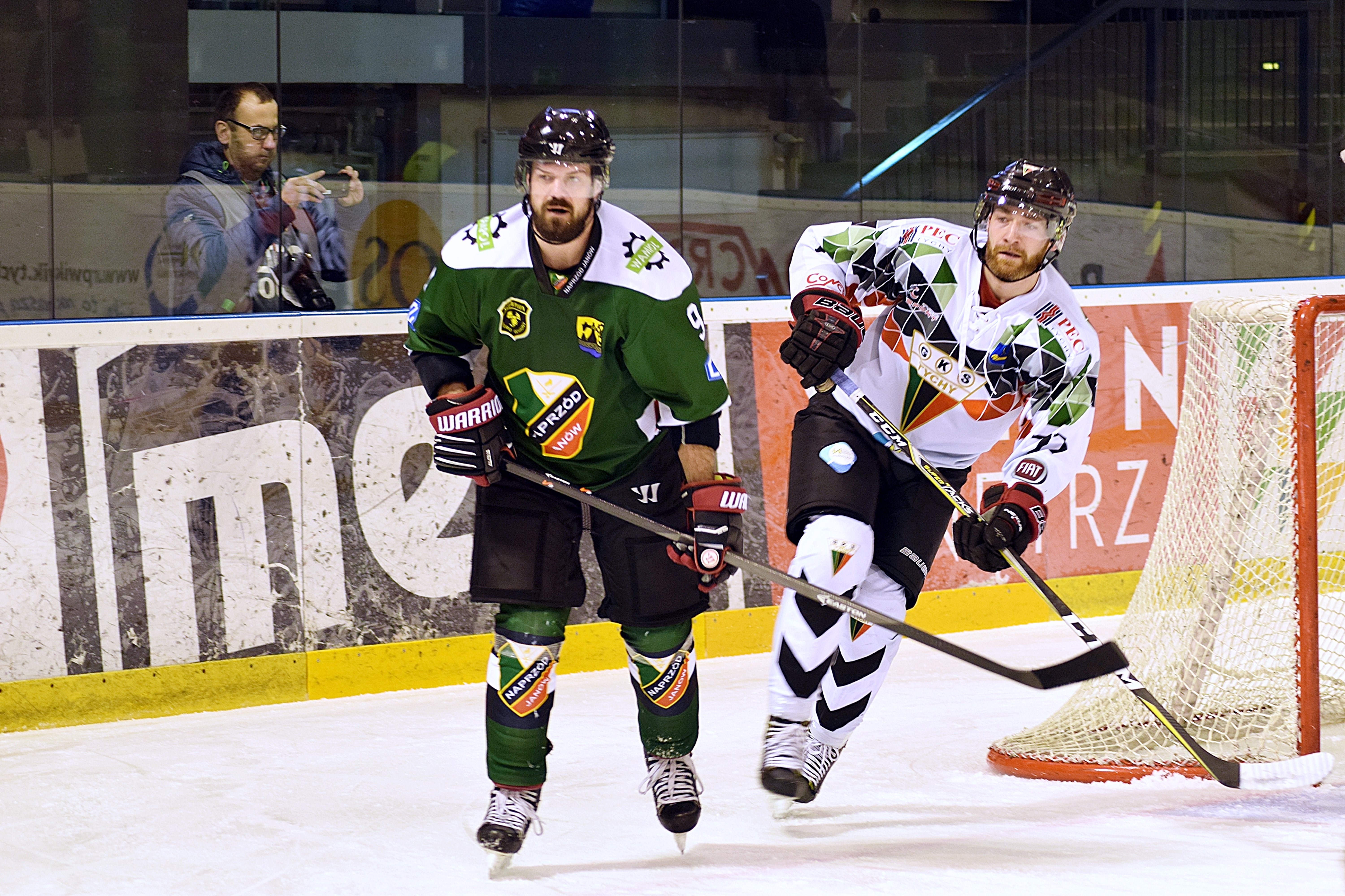
Mateusz Bepierszcz (z prawej) w barwach GKS Tychy (2018)

## Kariera klubowa
- Legia Warszawa (2009-2012)
- HC GKS Katowice (2012-2013)
  -  Polonia Bytom (2012)
- Unia Oświęcim (2013-2015)
- GKS Tychy (2015-2018)
- Cracovia (2018-2020)
- Podhale Nowy Targ (2020-2021)
- GKS Katowice (2021-)

Wychowanek Legii Warszawa. Od maja 2012 związany kontraktem z HC GKS Katowice. Wraz z nim do klubu przeszedł Filip Komorski, także wychowanek Legii. Od września 2012 roku zadebiutowali w Polskiej Lidze Hokejowej sezonu 2012/2013. Równocześnie obaj na zasadzie przekazania tymczasowo występowali w I-ligowym klubie Polonia Bytom w sezonie 2012/2013. W marcu 2013 roku przedłużył kontrakt z katowickim klubem. Pod koniec listopada 2013 rozwiązał kontrakt z GKS i podpisał kontrakt z Unią Oświęcim, ważny do końca sezonu 2014/2015. Od maja 2015 zawodnik GKS Tychy. Od maja 2018 zawodnik Cracovii. W 2020 przeszedł do Podhala Nowy Targ. Pod koniec maja 2021 ogłoszono jego ponowne zakontraktowanie w GKS Katowice.

## Kariera reprezentacyjna
W barwach reprezentacji Polski do lat 18 wystąpił na turnieju mistrzostw świata juniorów do lat 18 w 2008 (Dywizja IA). W barwach reprezentacji Polski do lat 20 wystąpił na turnieju mistrzostw świata juniorów do lat 20 w 2010 (Dywizja IB). W barwach seniorskiej kadry Polski uczestniczył w turnieju mistrzostw świata edycji 2016 (Dywizja IA).

## Sukcesy
Klubowe
- Superpuchar Polski: 2015 z GKS Tychy, 2022 z GKS Katowice
- Trzecie miejsce w Superfinale Pucharu Kontynentalnego: 2016 z GKS Tychy
- Srebrny medal mistrzostw Polski: 2016, 2017 z GKS Tychy, 2019 z Cracovią, 2024, 2025 z GKS Katowice
- Puchar Polski: 2016 z GKS Tychy
- Finał Superpucharu Polski: 2017 z GKS Tychy
- Złoty medal mistrzostw Polski: 2018 z GKS Tychy, 2022, 2023 z GKS Katowice

Indywidualne
- I liga polska w hokeju na lodzie (2011/2012):
  - Pierwsze miejsce w klasyfikacji strzelców: 26 goli[10].
- Puchar Kontynentalny 2015/2016#Grupa C:
  - Pierwsze miejsce w klasyfikacji asystentów turnieju: 7 asyst[11]
  - Pierwsze miejsce w klasyfikacji kanadyjskiej turnieju: 10 punktów[12]
- Puchar Kontynentalny 2015/2016#Grupa E:
  - Trzecie miejsce w klasyfikacji strzelców turnieju: 2 gole[13]

Wyróżnienie
- „Odkrycie sezonu wśród seniorów” w plebiscycie Hokejowe Orły: 2013[14]